# The Enforcer (film)
The Enforcer è un film del 2022 diretto da Richard Hughes.

## Trama
Appena uscito di prigione, uno scagnozzo della malavita di Miami, Cuda, torna al servizio del suo capo, Estelle, che ora lo fa lavorare assieme ad un partner esperto di combattimenti illegali, Stray. Non riuscendo a ristabilire un legame con la figlia sedicenne Lola e l'ex fidanzata, Cuda trasferisce il suo affetto paterno ad una minorenne in fuga, Billie, che decide di aiutare regalandole dei soldi ed un posto per dormire. Quando inaspettatamente Billie viene rapita e resa schiava del sesso da una rete clandestina che si scopre essere vicina ad Estelle, Cuda sarà pronto a tutto pur di aiutarla, anche a costo di opporsi al suo capo.

## Distribuzione
Il film è stato presentato in anteprima in alcune sale cinematografiche e pubblicato on demand negli Stati Uniti il 23 settembre 2022 mentre in Italia è stato distribuito sulla piattaforma Amazon Prime Video dal 31 luglio 2025.

## Accoglienza
Dennis Harvey di Variety ha definito il film "elegante ma superficiale" e ha elogiato la performance di Banderas. Dustin Chase di The Daily News assegnato al film una valutazione "D-" e l'ha definito un ""film a basso costo che non cerca mai di sfruttare al massimo un budget limitato". Tara McNara di Common Sense Media ha assegnato al film 2 stelle su 5 ha scritto che, sebbene non sia "un grande film in nessun senso dell'immaginazione", presenta "modifiche eccitanti" e ha "un po' di cuore".